# Флаг Альметьевского района
Флаг Альме́тьевского муниципального района Республики Татарстан Российской Федерации — опознавательно-правовой знак, служащий официальным символом муниципального образования.

## Описание
«Флаг представляет собой прямоугольное зелёное полотнище с отношением ширины к длине 2:3, несущее вдоль нижнего края красную полосу в 1/4 ширины полотнища и воспроизводящее посередине фигуры герба: жёлтый сквозной цветок тюльпана высотой в 4/5 высоты полотнища, внутри которого вплотную к красной полосе — жёлтая приставная лестница и чёрный фонтан».

## Обоснование символики
Флаг разработан на основе герба Альметьевского района.
История Альметьевска ведёт своё начало с первой четверти XVIII века, когда на этом месте было основано село Альметьево, выросшее затем в рабочий посёлок, а в 1953 году преобразованное в город. Становление Альметьевска как города было связано с глобальным масштабом работ по освоению нефтяных месторождений.
Сегодня Альметьевский район — крупнейший в Татарстане центр нефтедобычи. Одна из ведущих нефтяных компаний России ОАО «Татнефть», расположенная в Альметьевске, вносит огромный вклад в развитие экономики и социальной жизни не только района, но и республики в целом.
Эта особенность района отмечена изображением жёлтой (золотой) лестницы и чёрным фонтаном. Жёлтая (золотая) лестница — аллегорическое изображение нефтяной вышки. Сочетание жёлтого (золота) и чёрного цветов подчёркивает символическое определение нефти как «чёрного золота».
Жёлтый цвет (золото) — символ урожая, богатства, интеллекта и уважения.
Чёрный цвет — символ благоразумия, мудрости, скромности, честности.
Жёлтая (золотая) лилия указывает на расцвет, величие и славу Альметьевского района. Кроме того, цветок, как один из главных растительных орнаментов в искусстве тюркских народов, аллегорически отражает историю этой земли.
Цветовая гамма флага олицетворяет сочетание природы и промышленного производства. Зелёная полоса подчёркивает географические особенности района, природную красоту здешних мест. Зелёный цвет — символ природы, здоровья, молодости, жизни.
Красная полоса указывает на развитое промышленное производство Альметьевского района — мощного индустриального центра юго-восточного региона республики. Красный цвет — символ мужества, силы, трудолюбия, красоты и праздника.